# 万家岭
萬家嶺是一個位於中國江西省九江市德安县河东乡上畈村的山區。
抗日战争初期，武漢會戰時，萬家嶺戰役又稱德安戰役，西元1938年於武漢會戰序列中，在萬家嶺一帶國民革命軍圍殲日本軍隊第106師團大部、第101師團。萬家嶺的名聲因而傳播。